# Elaine (namn)

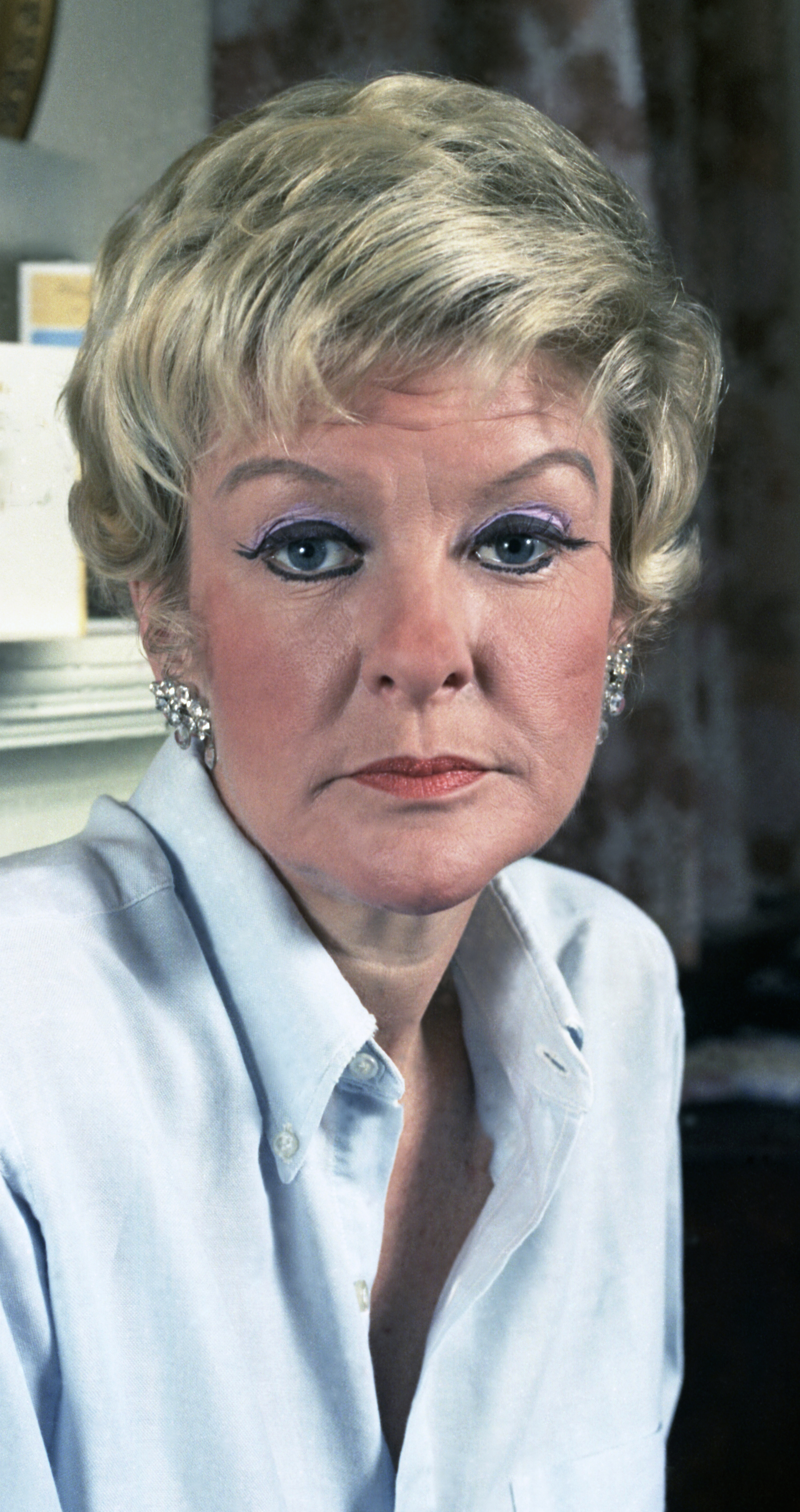
Elaine Stritch

Elaine är en engelsk ombildning av det grekiska kvinnonamnet Helena som betyder fackla. Namnet har funnits i Sverige sedan slutet av 1800-talet.
Den 31 december 2014 fanns det totalt 2 044 kvinnor folkbokförda i Sverige med namnet Elaine, varav 785 bar det som tilltalsnamn.
Namnsdag: saknas (1986-1992: 12 februari, 1993-2000: 8 juni)

## Personer med namnet Elaine
- Elaine Cassidy, irländsk skådespelare
- Elaine Eksvärd, svensk retoriker och författare
- Elaine Hendrix, amerikansk skådespelare
- Elaine Moura, brasiliansk fotbollsspelare
- Elaine Paige, brittisk musikalartist
- Elaine Stritch, amerikansk skådespelare
- Elaine Sturtevant, amerikansk konstnär

## Fiktiva personer med namnet Elaine
- Elaine, person i den keltiska mytologin
- Elaine Benes, rollfigur i tv-serien Seinfeld